# سلع البقر
سلع البقر (الاسم العلمي: senecio hadiensis) عشب حولي يبلغ ارتفاعه 120سم.
جزؤه السفلي مشوك والجزء العلوي أملس والأوراق قاسيه ومتطاوله، وحوافها مشوكه الأزهار صفراء والثمار مضغوطة وصغيرة. تحتوي كل أجزاء النبات على عصاره لبنية. يحتوى النبات على مواد سامه أهمها: لاكتوسين ولاكتوسيرين ولاكتوبيكرين. النبات له تاثير منوم ومسكن للسعال ويستعاض به عن الأفيون.